# Amphoe Si Chomphu
Amphoe Si Chomphu (Thai: อำเภอ สีชมพู) ist ein Landkreis (Amphoe – Verwaltungs-Distrikt) in der Provinz Khon Kaen. Die Provinz Khon Kaen liegt in der Nordostregion von Thailand, dem so genannten Isan.

## Geographie
Benachbarte Landkreise (von Norden im Uhrzeigersinn): Amphoe Si Bun Rueang der Provinz Nong Bua Lamphu, die Amphoe Nong Na Kham, Wiang Kao und Chum Phae in der Provinz Khon Kaen, sowie Amphoe Phu Kradueng der Provinz Loei.

## Geschichte
Si Chomphu wurde am 1. Juli 1965 zunächst als „Zweigkreis“ (King Amphoe) eingerichtet, indem die drei Tambon Si Suk, Si Chomphu und Na Chan vom Amphoe Chum Phae abgetrennt wurden. 
Am 1. März 1969 wurde er zum Amphoe heraufgestuft.
Der Name des Bezirks lautete auf Thai ursprünglich „ศรีชมพู“, er wurde jedoch ebenfalls „Si Chomphu“ ausgesprochen.

## Verwaltungseinheiten

### Provinzverwaltung
Der Landkreis Si Chomphu ist in zehn Tambon („Unterbezirke“ oder „Gemeinden“) eingeteilt, die sich weiter in 81 Muban („Dörfer“) unterteilen.
| Nr.  | Name       | Thai    | Muban | Einw.  |
| ---- | ---------- | ------- | ----- | ------ |
| 01.  | Si Chomphu | สีชมพู    | 04    | 08.963 |
| 02.  | Si Suk     | ศรีสุข    | 15    | 10.944 |
| 03.  | Na Chan    | นาจาน   | 15    | 09.994 |
| 04.  | Wang Phoem | วังเพิ่ม   | 04    | 11.602 |
| 05.  | Sam Yang   | ซำยาง   | 06    | 03.958 |
| 06.  | Nong Daeng | หนองแดง | 11    | 07.328 |
| 07.  | Dong Lan   | ดงลาน   | 11    | 07.606 |
| 08.  | Boribun    | บริบูรณ์   | 0-    | 07.184 |
| 09.  | Ban Mai    | บ้านใหม่  | 04    | 05.718 |
| 010. | Phu Han    | ภูห่าน    | 0-    | 04.971 |

Hinweis: Die Daten der Muban liegen zum Teil noch nicht vor.

### Lokalverwaltung
Es gibt drei Kommunen mit „Kleinstadt“-Status (Thesaban Tambon) im Landkreis:
- Na Chan (Thai: เทศบาลตำบลนาจาน), bestehend aus dem gesamten Tambon Na Chan.
- Wang Phoem (Thai: เทศบาลตำบลวังเพิ่ม), bestehend aus Teilen des Tambon Wang Phoem.
- Si Chomphu (Thai: เทศบาลตำบลสีชมพู), bestehend aus weiteren Teilen des Tambon Wang Phoem.

Außerdem gibt es acht „Tambon-Verwaltungsorganisationen“ (องค์การบริหารส่วนตำบล – Tambon Administrative Organizations, TAO):
- Si Chomphu (Thai: องค์การบริหารส่วนตำบลสีชมพู)
- Si Suk (Thai: องค์การบริหารส่วนตำบลศรีสุข)
- Sam Yang (Thai: องค์การบริหารส่วนตำบลซำยาง)
- Nong Daeng (Thai: องค์การบริหารส่วนตำบลหนองแดง)
- Dong Lan (Thai: องค์การบริหารส่วนตำบลดงลาน)
- Boribun (Thai: องค์การบริหารส่วนตำบลบริบูรณ์)
- Ban Mai (Thai: องค์การบริหารส่วนตำบลบ้านใหม่)
- Phu Han (Thai: องค์การบริหารส่วนตำบลภูห่าน)